# Ewald Gutbier
Ewald Gutbier (* 10. Dezember 1887 in Langensalza; † 11. Februar 1965 in Marburg) war ein deutscher Archivar und Historiker.

## Leben
Gutbier studierte Geschichte und war seit 1907 Mitglied der Berliner Burschenschaft Rugia. Er wurde 1912 an der Friedrich-Wilhelms-Universität Berlin promoviert. Danach war er Staatsarchivrat u. a. in Marburg und Dozent an der Archivschule Marburg. 1945 wurde er von der amerikanischen Militärverwaltung nach dem plötzlichen Tode von Rudolf Vaupel bis 1946 vorübergehend als Leiter des Staatsarchivs Marburg eingesetzt. Er beschäftigte sich schwerpunktmäßig mit hessischer Landesgeschichte und mit der Geschichte der Musik.

## Schriften (Auswahl)
- Das Itinerar des Königs Philipp von Schwaben. Beyer, Langensalza 1912 (zugleich: phil. Diss., Berlin 1912).